# Калинино (Узовский сельсовет)
Калинино (бел. Калініна; до 1924 года — Семёновка) — деревня в Узовском сельсовете Буда-Кошелёвского района Гомельской области Белоруссии.

## География

### Расположение
В 27 км на юго-восток от Буда-Кошелёво, 18 км от Гомеля, 4 км от железнодорожной станции Уза (на линии Жлобин — Гомель).

### Гидрография
На востоке мелиоративные каналы, соединенные с рекой Беличанка (приток река Уза).

## Транспортная сеть
Шоссе Довск — Гомель. Планировка состоит из прямолинейной улицы, ориентированной с юго-востока на северо-запад (по обе стороны шоссе), к которой на западе присоединяется изогнутая улица с переулком. Застройка двусторонняя, преимущественно деревянными домами усадебного типа.

## История
Основана в 1848 году. По ревизии 1858 года во владении помещика Сенежецкого. С 1876 года работала круподробилка. В 1883 году находился постоялый двор, хлебозапасный магазин. По переписи 1897 года находились: школа грамоты, 2 лавки, 3 ветряные мельницы, круподробилка, кузница, трактир. В 1909 году — 2361 десятин земли, школа, винная лавка, мельница, в Руденецкой волости Гомельского уезда Могилёвской губернии. Рядом была одноимённая усадьба.
В 1926 году работали лавка, почтовое отделение, школа. С 8 декабря 1926 года центр Калининского сельсовета Уваровичского, с 17 апреля 1962 года Буда-Кошелевского района Гомельского (до 26 июля 1930 года) округа, с 20 февраля 1938 года Гомельской области. В 1930 году организован колхоз.
Во время Великой Отечественной войны в августе 1941 года вместе с частями Красной Армии около деревни держали оборону гомельские ополченцы. С ноября 1941 года до июня 1942 года действовало патриотическое подполье (руководители И. Ф. Концевой и Л. М. Кузнечный). В сентябре 1943 года оккупанты сожгли 35 дворов. В боях за деревню в ноябре 1943 года погибли 6 советских солдат и 3 партизана (похоронены в братской могиле в центре деревни). На фронтах погибли 76 жителей деревни.
В 1959 году в составе совхоза «Правда» (центр — деревня Уза). Размещённый отделение связи, базовая школа, библиотека, фельдшерско-акушерский пункт.
В состав Калининского сельсовета входили до 1973 года посёлок Новый, до 1990 года деревня Рассветная и посёлок Гудок (не существуют).

## Население

### Численность
- 2018 год — 487 жителей.

### Динамика
- 1858 год — 35 дворов, 227 жителей.
- 1883 год — 110 дворов, 1180 жителей.
- 1897 год — 165 дворов, 1342 жителя (согласно переписи).
- 1909 год — 202 двора, 1433 жителя.
- 1925 год — 267 дворов.
- 1959 год — 1154 жителя (согласно переписи).
- 2004 год — 284 хозяйства, 704 жителя.
- 2013 год — 563 жителя.

## Достопримечательность
- Братская могила (1943) —  Историко-культурная ценность Республики Беларусь, шифр 313Д000133